# Alina Eremia

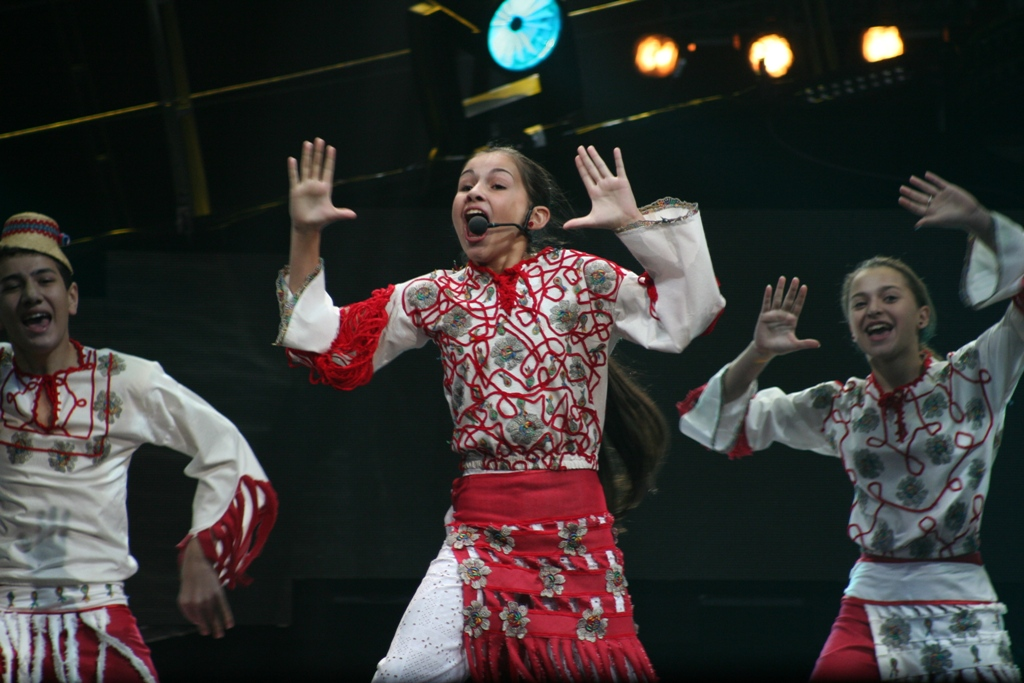
Alina Eremia (2005)

Alina Eremia, född 15 december 1993 i Buftea, är en rumänsk artist. Hon vann den rumänska Junior Eurovision Song Contest 2005 och kom femma i finalen i Hasselt i  Belgien.